# Jubainville
Jubainville est une commune française située dans le département des Vosges en région Grand Est.

## Géographie

### Localisation
Jubainville est une petite commune rurale appuyée à l'extrémité sud-est des côtes de Meuse.
L'altitude minimum et maximum de Jubainville sont respectivement de 280 m et 420 m.
La superficie de Jubainville est de 433 hectares.
La latitude de Jubainville est de 48,459 degrés nord et la longitude de Jubainville est de 5,743 degrés est. Les coordonnées géographiques de Jubainville en Degré Minute Seconde calculées dans le système géodésique WGS84 sont 48° 27' 37 de latitude nord et 05° 44' 35 de longitude est. Les coordonnées géographiques de Jubainville en Lambert 93 du chef-lieu en hectomètres sont   X = 9 027 hectomètres  Y = 68 213 hectomètres.
| Brixey-aux-Chanoines Meuse | Clérey-la-Côte             |        |
| Maxey-sur-Meuse            | Jubainville                | Ruppes |
|                            | Soulosse-sous-Saint-Élophe |        |

### Géologie et relief
La commune se compose de 297,34 hectares de territoires agricoles (68,35 %) et 137,56 hectares de forêts et milieux semi-naturels (31,62 %).
Espaces naturels :
Une zone naturelle d'intérêt écologique, faunistique et floristique :  Gîte à chiroptères de Jubainville, Bois brûlé et Bois de la Robe.

### Hydrographie et les eaux souterraines
Hydrogéologie et climatologie : Système d’information pour la gestion des eaux souterraines du bassin Rhin-Meuse :
Territoire communal : Occupation du sol (Corinne Land Cover); Cours d'eau (BD Carthage),
Géologie : Carte géologique; Coupes géologiques et techniques,
 Hydrogéologie : Masses d'eau souterraine; BD Lisa; Cartes piézométriques.
La commune est située dans le bassin versant de la Meuse au sein du bassin Rhin-Meuse. Elle est drainée par le ruisseau des Chaudrons,.

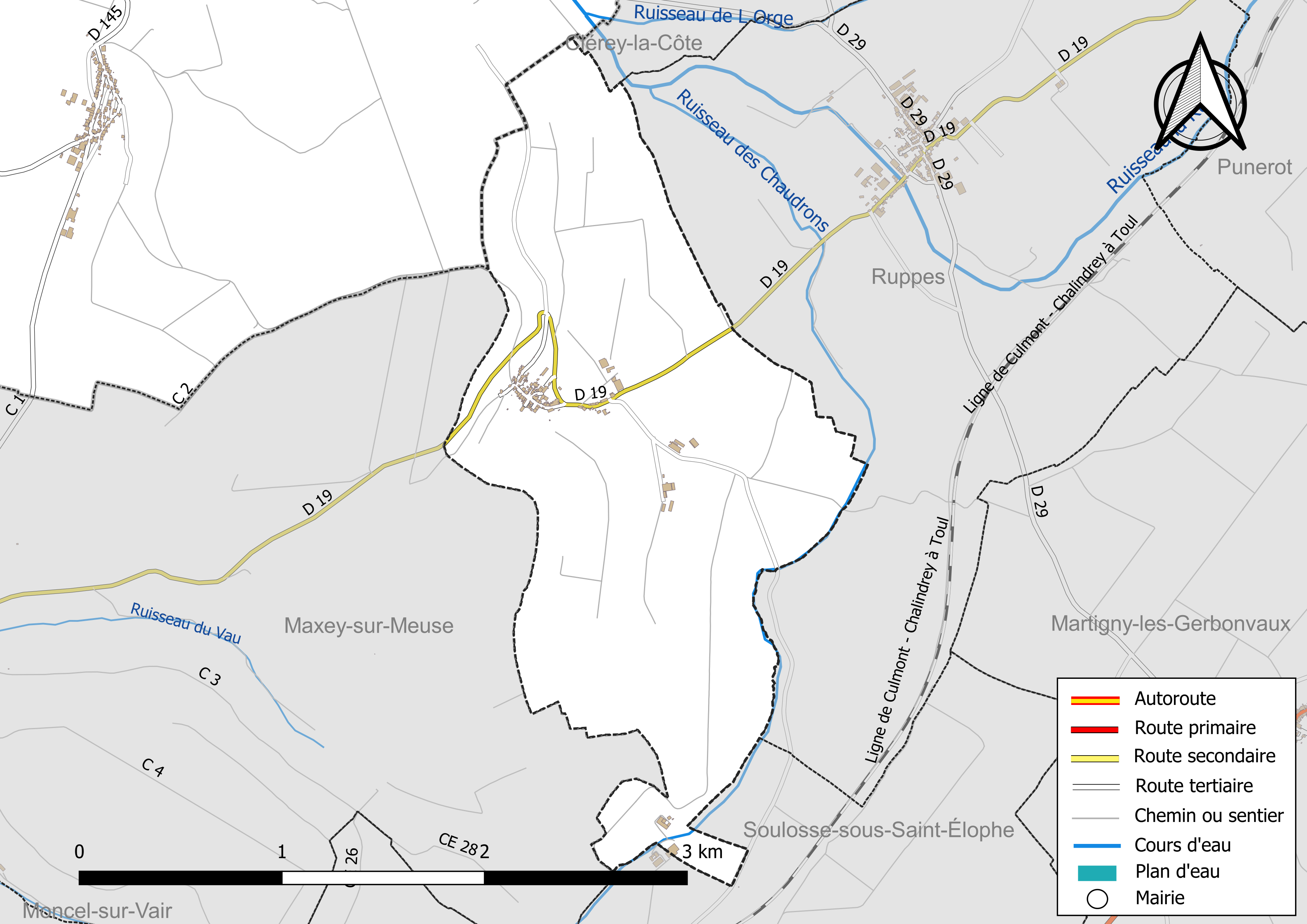
Réseaux hydrographique et routier de Jubainville.

La qualité des eaux de baignade et des cours d’eau peut être consultée sur un site dédié géré par les agences de l’eau et l’Agence française pour la biodiversité.

### Climat
Pour des articles plus généraux, voir Climat du Grand Est et Climat des Vosges.
En 2010, le climat de la commune est de type climat de montagne, selon une étude du Centre national de la recherche scientifique s'appuyant sur une série de données couvrant la période 1971-2000. En 2020, Météo-France publie une typologie des climats de la France métropolitaine dans laquelle la commune est exposée à un climat océanique altéré et est dans la région climatique  Lorraine, plateau de Langres, Morvan, caractérisée par un hiver rude (1,5 °C), des vents modérés et des brouillards fréquents en automne et hiver.
Pour la période 1971-2000, la température annuelle moyenne est de 9,5 °C, avec une amplitude thermique annuelle de 16,7 °C. Le cumul annuel moyen de précipitations est de 971 mm, avec 13,3 jours de précipitations en janvier et 9,3 jours en juillet. Pour la période 1991-2020, la température moyenne annuelle observée sur la station météorologique de Météo-France la plus proche, « Rollainville », sur la commune de Rollainville à 11 km à vol d'oiseau, est de 10,3 °C et le cumul annuel moyen de précipitations est de 860,3 mm. 
La température maximale relevée sur cette station est de 39,6 °C, atteinte le 25 juillet 2019 ; la température minimale est de −18,2 °C, atteinte le 20 décembre 2009,,.
Les paramètres climatiques de la commune ont été estimés pour le milieu du siècle (2041-2070) selon différents scénarios d'émission de gaz à effet de serre à partir des nouvelles projections climatiques de référence DRIAS-2020. Ils sont consultables sur un site dédié publié par Météo-France en novembre 2022.

## Urbanisme

### Typologie
Au 1er janvier 2024, Jubainville est catégorisée commune rurale à habitat dispersé, selon la nouvelle grille communale de densité à sept niveaux définie par l'Insee en 2022.
Elle est située hors unité urbaine. Par ailleurs la commune fait partie de l'aire d'attraction de Neufchâteau, dont elle est une commune de la couronne,. Cette aire, qui regroupe 72 communes, est catégorisée dans les aires de moins de 50 000 habitants,.

### Occupation des sols
L'occupation des sols de la commune, telle qu'elle ressort de la base de données européenne d’occupation biophysique des sols Corine Land Cover (CLC), est marquée par l'importance des territoires agricoles (68,5 % en 2018), en augmentation par rapport à 1990 (67,6 %). La répartition détaillée en 2018 est la suivante : 
prairies (42,7 %), forêts (31,5 %), zones agricoles hétérogènes (18,2 %), terres arables (7,6 %). L'évolution de l’occupation des sols de la commune et de ses infrastructures peut être observée sur les différentes représentations cartographiques du territoire : la carte de Cassini (XVIIIe siècle), la carte d'état-major (1820-1866) et les cartes ou photos aériennes de l'IGN pour la période actuelle (1950 à aujourd'hui).

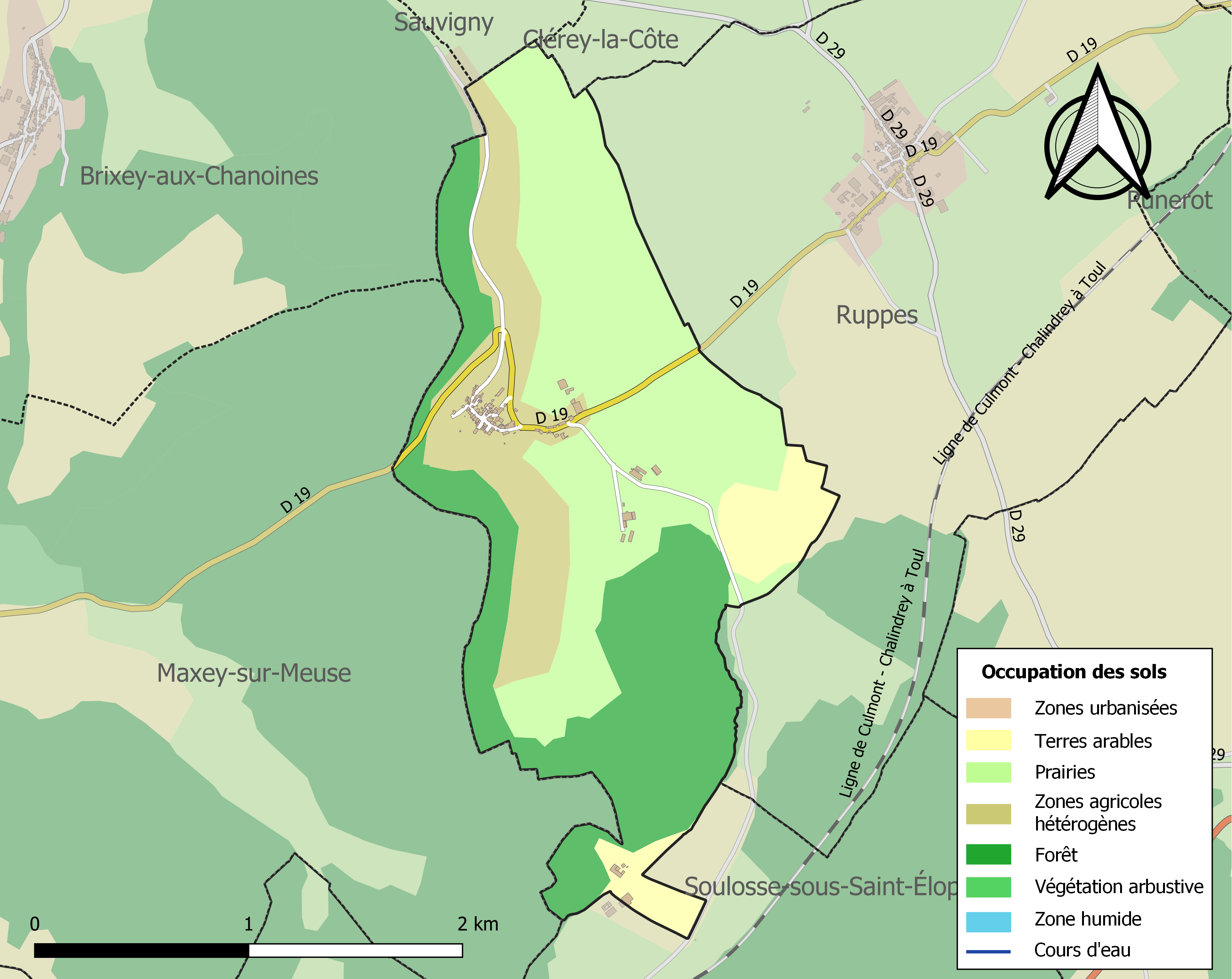
Carte des infrastructures et de l'occupation des sols de la commune en 2018 (CLC).

### Voies de communications et transports

#### Voies routières
- A31 (aussi appelée autoroute de Lorraine-Bourgogne). Échangeurs Colombey-les-Belles, Toul-Valcourt, Châtenois.

#### Transports en commun

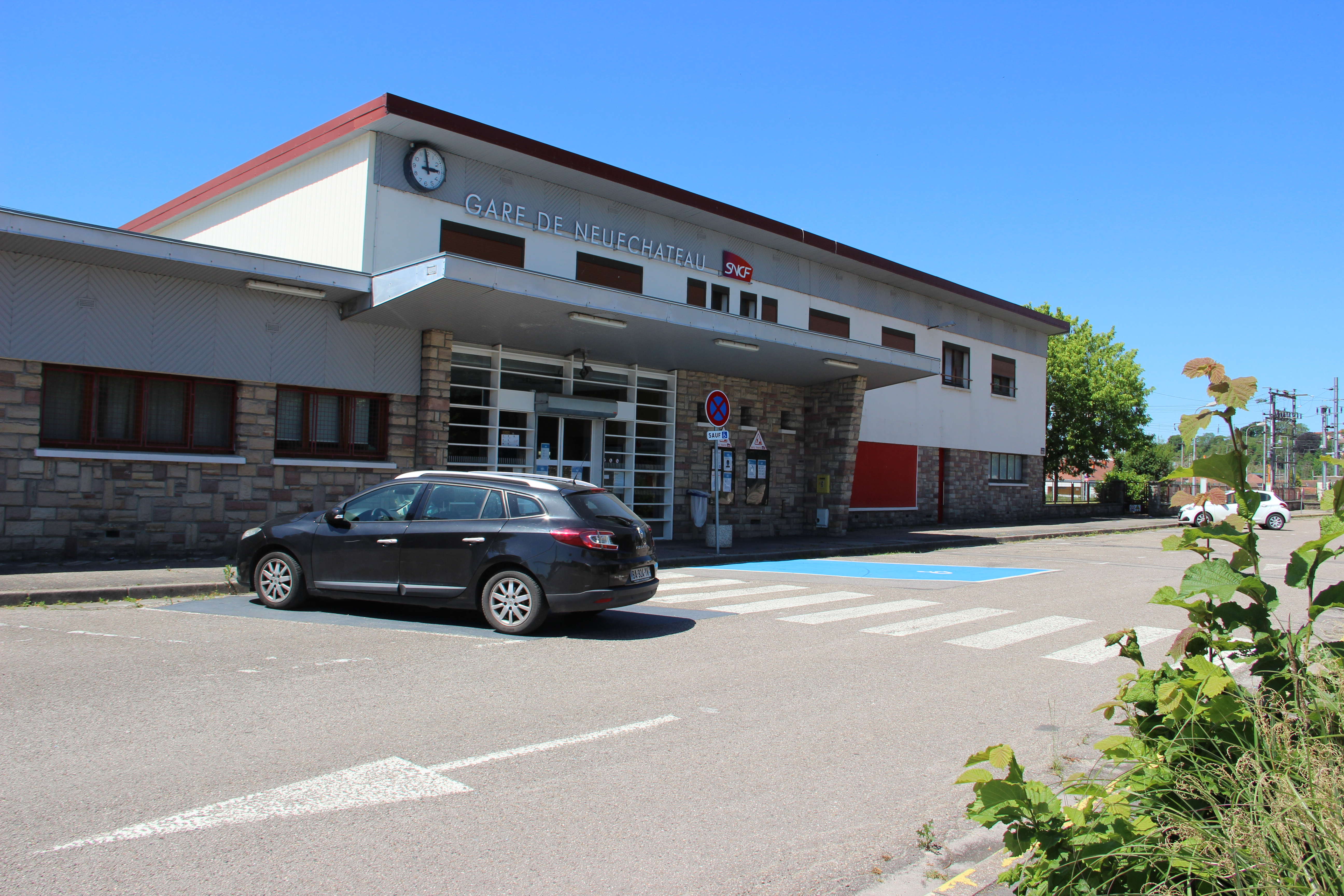
Gare de Neufchâteau.

- Fluo Grand Est.

#### Lignes SNCF
- Gare de Neufchâteau
- Gare de Toul

#### Transports aériens
- L'Aéroport d'Épinal-Mirecourt « Vosges Aéroport ».

À partir de l'été 2021, l’aéroport d’Épinal-Mirecourt est devenu le "pélicandrome" de la Zone Est et servira ainsi de base de ravitaillement et d’intervention pour les avions bombardiers d’eau connus sous le nom de Dash 8.
- Aéroport de Nancy-Essey.

## Toponymie
Le nom de la localité est attesté sous les formes ? Gilbenvilla (1272) ; Gibenville (1342) ; Jubainville (1387) ; Gibainville (1468) ; Jubani villa (1768) ; Rebauville (1790) ; Lubainville (an II) ; Subainville (an X).

## Histoire
Sous l'Ancien Régime, le village faisait partie de la Prévôté de Gondreville, bailliage de Nancy, puis, à compter de 1751, du bailliage de Neufchâteau. On y distinguait la seigneurie de Malpierre et celle de Fontenoy.
Au spirituel, son église, dédiée à Saint Euchaire, était annexe de Ruppes. Elle dépendait du doyenné de Neufchâteau, archidiaconé de Vittel.

## Politique et administration
| Période                                  | Période    | Identité        | Étiquette | Qualité   |
| ---------------------------------------- | ---------- | --------------- | --------- | --------- |
| Les données manquantes sont à compléter. |            |                 |           |           |
| septembre 1987                           | mars 2008  | Germain Louis   |           |           |
| mars 2008                                | avril 2014 | Michel Tisseron |           |           |
| avril 2014                               | En cours   | Lys Tulpin      |           | Chauffeur |

### Budget et fiscalité 2023

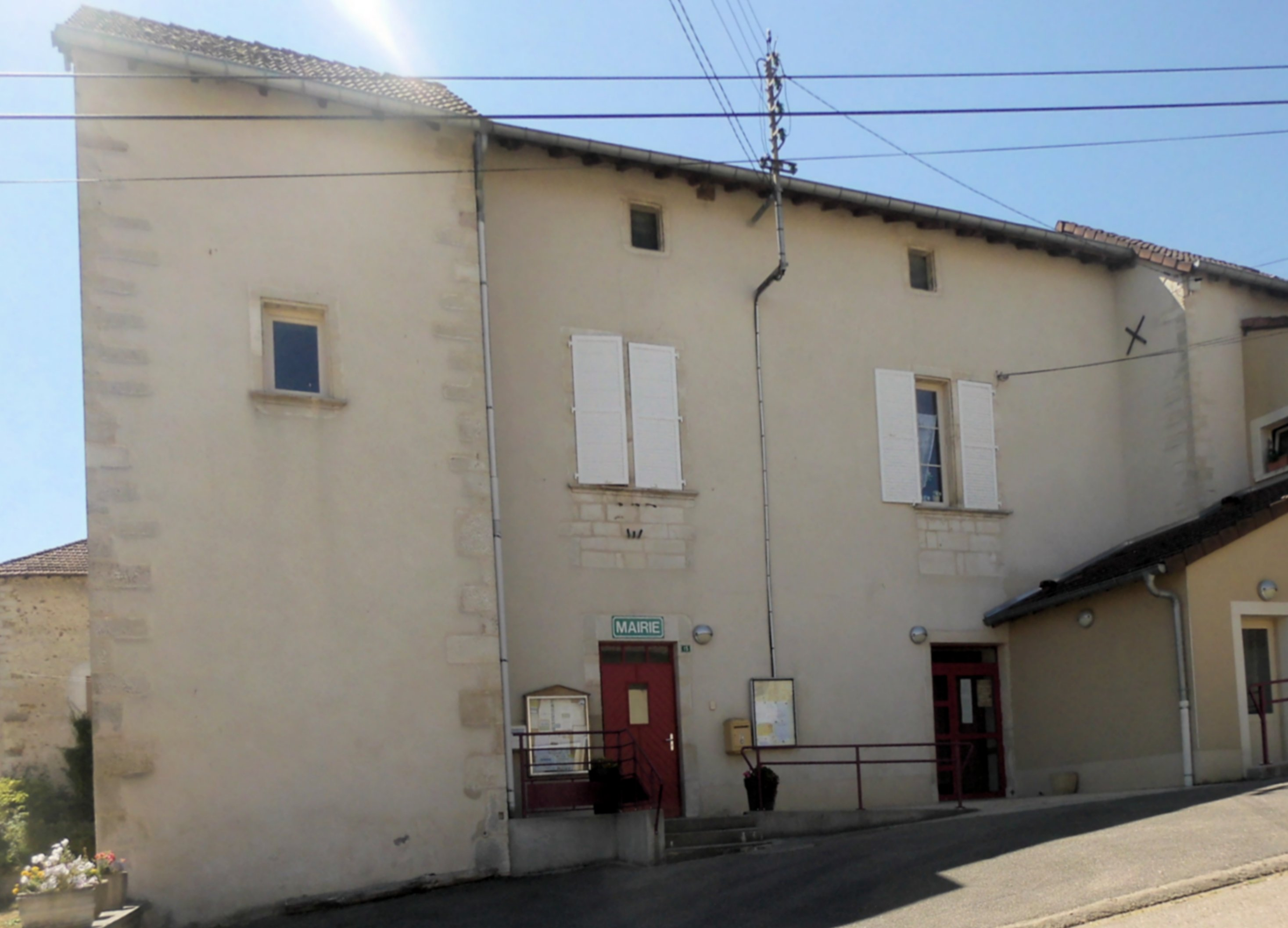
La mairie.

En 2023, le budget de la commune était constitué ainsi :
- total des produits de fonctionnement : 82 000 €, soit 876 € par habitant ;
- total des charges de fonctionnement : 67 000 €, soit 716 € par habitant ;
- total des ressources d'investissement : 68 000 €, soit 721 € par habitant ;
- total des emplois d'investissement : 16 000 €, soit 166 € par habitant ;
- endettement : 1 000 €, soit 11 € par habitant.

Avec les taux de fiscalité suivants :
- taxe d'habitation : 10,06 % ;
- taxe foncière sur les propriétés bâties : 31,65 % ;
- taxe foncière sur les propriétés non bâties : 8,39 % ;
- taxe additionnelle à la taxe foncière sur les propriétés non bâties : 0,00 % ;
- cotisation foncière des entreprises : 0,00 %.

Chiffres clés Revenus et pauvreté des ménages en 2021 : médiane en 2021 du revenu disponible, par unité de consommation.

## Population et société

### Démographie

#### Évolution démographique
L'évolution du nombre d'habitants est connue à travers les recensements de la population effectués dans la commune depuis 1793. Pour les communes de moins de 10 000 habitants, une enquête de recensement portant sur toute la population est réalisée tous les cinq ans, les populations de référence des années intermédiaires étant quant à elles estimées par interpolation ou extrapolation. Pour la commune, le premier recensement exhaustif entrant dans le cadre du nouveau dispositif a été réalisé en 2005.

En 2022, la commune comptait 89 habitants, en évolution de −4,3 % par rapport à 2016 (Vosges : −2,96 %, France hors Mayotte : +2,11 %).
| 1793 | 1800 | 1806 | 1821 | 1831 | 1836 | 1841 | 1846 | 1856 |
| ---- | ---- | ---- | ---- | ---- | ---- | ---- | ---- | ---- |
| 245  | 228  | 224  | 244  | 264  | 305  | 322  | 307  | 295  |

| 1861 | 1866 | 1876 | 1881 | 1886 | 1891 | 1896 | 1901 | 1906 |
| ---- | ---- | ---- | ---- | ---- | ---- | ---- | ---- | ---- |
| 274  | 263  | 253  | 250  | 239  | 206  | 194  | 216  | 181  |

| 1911 | 1921 | 1926 | 1931 | 1936 | 1946 | 1954 | 1962 | 1968 |
| ---- | ---- | ---- | ---- | ---- | ---- | ---- | ---- | ---- |
| 172  | 162  | 140  | 129  | 132  | 118  | 114  | 95   | 71   |

| 1975 | 1982 | 1990 | 1999 | 2005 | 2006 | 2010 | 2015 | 2020 |
| ---- | ---- | ---- | ---- | ---- | ---- | ---- | ---- | ---- |
| 78   | 77   | 89   | 68   | 85   | 88   | 84   | 91   | 91   |

| 2022 | - | - | - | - | - | - | - | - |
| ---- | - | - | - | - | - | - | - | - |
| 89   | - | - | - | - | - | - | - | - |

### Enseignement
Établissements d'enseignements :
- Écoles maternelles et primaires à Martigny-les-Gerbonvaux, Maxey-sur-Meuse, Soulosse-sous-Saint-Élophe, Domrémy-la-Pucelle, Coussey, Vannes-le-Châtel.
- Collèges à Neufchâteau, Colombey-les-Belles, Vaucouleurs, Châtenois.
- Lycées à Neufchâteau.

### Santé
Professionnels et établissements de santé :
- Médecins à Sauvigny, Coussey, Allamps, Colombey-les-Belles, Neufchâteau.
- Pharmacies à Coussey, Colombey-les-Belles, Neufchâteau, Blénod-lès-Toul, Vaucouleurs, Gondrecourt-le-Château, Châtenois, Liffol-le-Grand.
- Hôpitaux à Neufchâteau, Dommartin-lès-Toul, Toul, Neuves-Maisons, Vittel.

### Cultes
- Culte catholique, Paroisse Sainte-Jeanne-d'Arc-et-Saint-Elophe[29], Diocèse de Saint-Dié.

## Économie

### Entreprises et commerces

#### Commerces
- Commerces et services de proximité[30].

## Culture locale et patrimoine

### Lieux et monuments

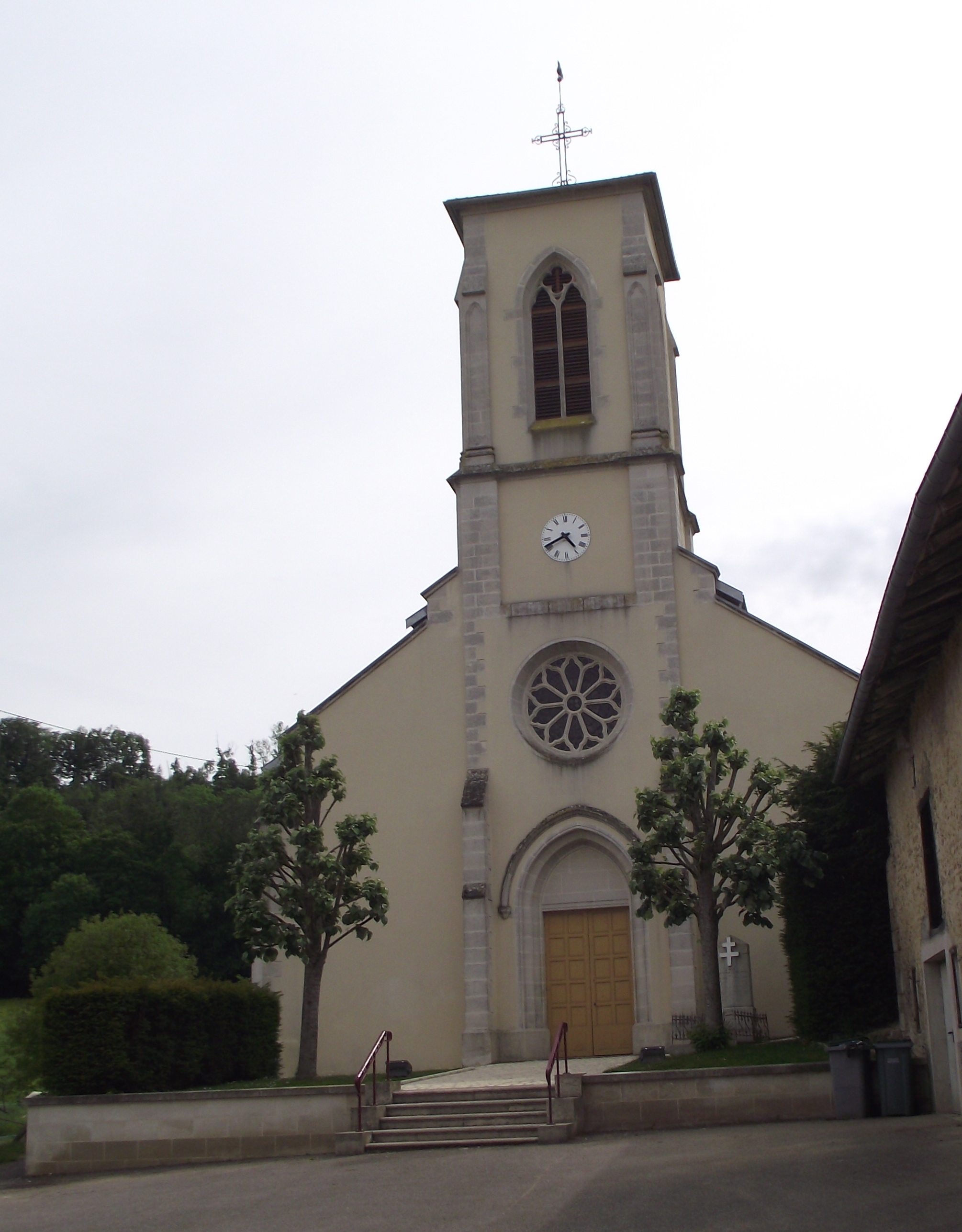
Église Saint-Euchaire.
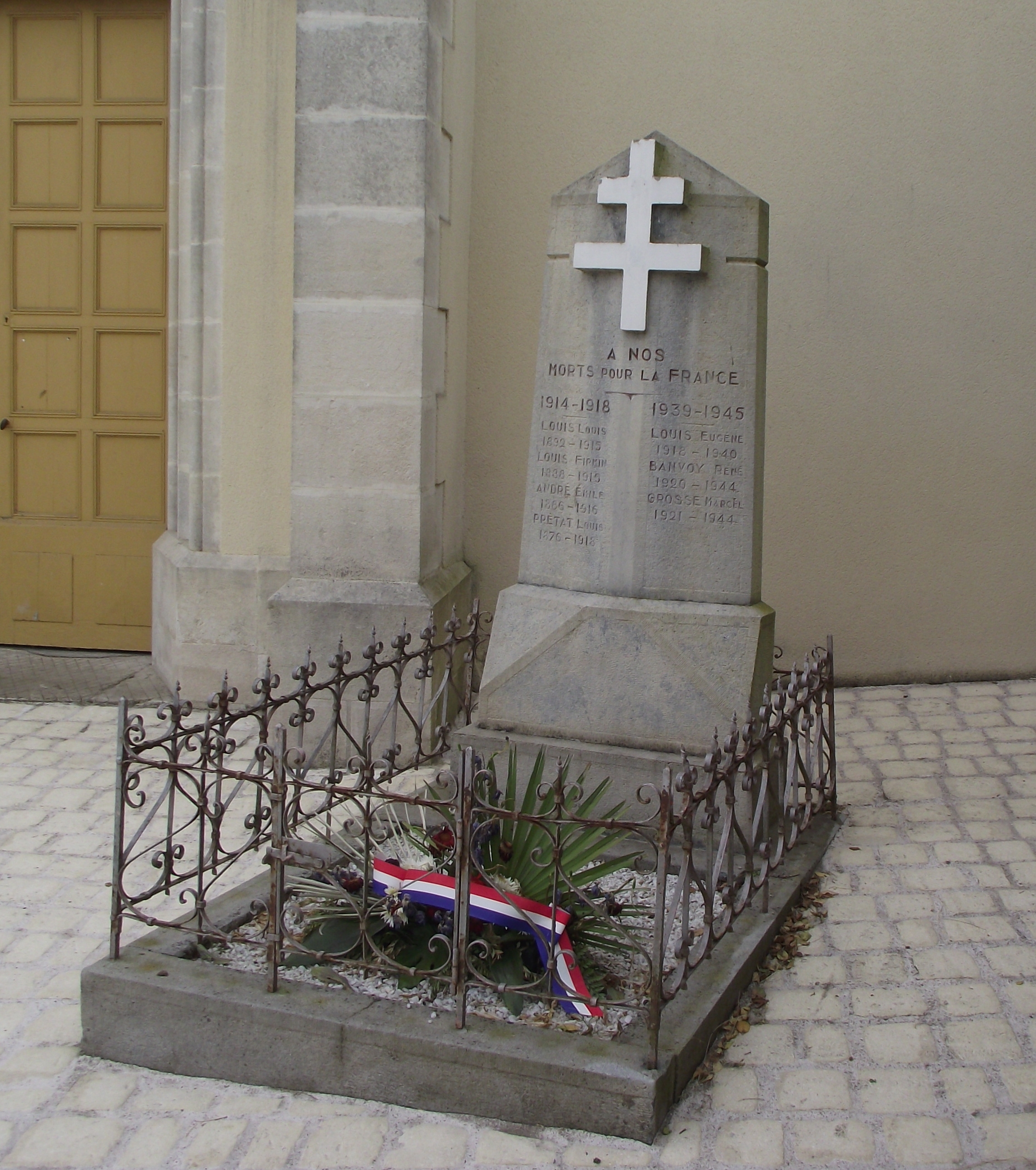
Monument aux morts.

- L'église Saint-Euchaire[31]. Les travaux de construction de la nouvelle église  se sont déroulés de 1808 à 1854[32].

Patrimoine mobilier :
* mécanisme d'horloge.
* retable, bas-relief : le Christ en croix entre la Vierge et saint Jean, les Apôtres.
* statue : Vierge de Pitié.
* fonts baptismaux.
* groupe sculpté : Vierge de Pitié.
- Le château de la famille d'Arbois de Jubainville[38],[39], dont l'origine du château actuel remonterait au XVIIe siècle[40].
- Le monument aux morts en mémoire des morts des deux guerres 1914-1918[41] et 1939-1945 est situé près de l'église Saint-Euchaire[42].

### Personnalités liées à la commune
- Anne Robert, fille de Jean Robert, écuyer, sieur de Jubainville, lieutenant-général au bailliage de Toul, épouse à Toul en 1637 François de la Mothe-Choisy, écuyer, premier capitaine au régiment de Bellenave[43].
- Médaillés de Sainte-Hélène[44].

### Héraldique
| Blason | Blasonnement : Parti coupé de gueules à deux piles d'or et d'azur, et d'azur au sautoir cantonné de quatre anneaux du même chargé d'une étoile de gueules en abîme. Commentaires : Ce blason reprend sous forme d'un parti les blasons Dupuy et Raucher tels qu'ils figurent sur une clef de porte de la mairie. En effet, Didier Dupuy et Claudette Raucher firent agrandir et fortifier le château en 1641. |

## Pour approfondir